# (33429) 1999 DL4
(33429) 1999 DL4 est un objet de la ceinture principale d'astéroïdes extérieure de 6,744 km de diamètre découvert en 1999.

## Description
(33429) 1999 DL4 a été découvert le 23 février 1999 à Višnjan, une municipalité située dans le comitat d'Istrie en Croatie, par Korado Korlević et Mario Jurić.

### Caractéristiques orbitales
L'orbite de cet astéroïde est caractérisée par un demi-grand axe de 3,21 ua, un périhélie de 3,07 ua, une excentricité de 0,05 et une inclinaison de 10,85° par rapport à l'écliptique. Du fait de ces caractéristiques, à savoir un demi-grand axe entre 3,2 et 4,6 ua, il est classé, selon la JPL Small-Body Database, comme objet de la ceinture principale d'astéroïdes extérieure.

### Caractéristiques physiques
(33429) 1999 DL4 a une magnitude absolue (H) de 13,2 et un albédo estimé à 0,170, ce qui permet de calculer un diamètre de 6,744 km. Ces résultats ont été obtenus grâce aux observations du Wide-Field Infrared Survey Explorer (WISE), un télescope spatial américain mis en orbite en 2009 et observant l'ensemble du ciel dans l'infrarouge, et publiés en 2011 dans un article présentant les premiers résultats concernant les astéroïdes de la ceinture principale.